# Coro Polifonico Città di Bastia
Il Coro Polifonico Città di Bastia è stato fondato a Bastia Umbra (PG) nel 1985; il gruppo corale è diretto dal 2010 dal maestro Piero Caraba

## Repertorio
Il repertorio comprende opere che spaziano dalle origini della polifonia fino alla musica contemporanea, con particolare riguardo alle composizioni corali di insigni musicisti del Novecento: Puccini, Perosi, Ravel, Clausetti, Pizzetti, Villa Lobos, Martin, Poulenc, Duruflé, Barber, Britten, Bettinelli, Busto, Pärt, Tavener, Webber, De Marzi, Miskinis, Kverno, Messiaen. Il coro ha eseguito la messa da requiem Pro felici mei transitu di Pavle Merkù e la Missa Virgo Lauretana, composta dalle autrici dell'Associazione Artemusi(c)a eseguita in prima assoluta nel 2004 a Loreto e nella Basilica di San Pietro in Vaticano su incarico della Fondazione Adkins-Chiti "Donne in Musica".

## Storia
Il coro ha svolto concerti in tutta Italia ed ha effettuato diverse tournée all'estero, partecipando a numerose rassegne corali; ha collaborato con l'Associazione Regionale Cori Umbri (ARCUM) nel 'Progetto Palestrina' (diretto dal maestro Francesco Luisi), nell'ambito della 59ª edizione della "Sagra Musicale Umbra". Ha collaborato con la Fondazione Guido d’Arezzo, in occasione del Master per la 'Scuola superiore per direttori di coro' condotto dal maestro Gary Graden; con Wijnand van de Pol, nell'esecuzione de Via Crucis di Franz Liszt per soli, coro e organo; con Piergiorgio Righele durante il 1994.
Dal 2010 è diretto da Piero Caraba.

### Attività di rilievo
- 1989 concerto a Perugia con il Grand'Ensemble Orchestra di Fiati, per le celebrazioni del 200º Anniversario della Rivoluzione francese.
- 1991 Cappella Paolina del Quirinale, alla presenza del Presidente della Repubblica Francesco Cossiga, in occasione della messa natalizia officiata dal cardinale Camillo Ruini.
- 1993 Assisi, incontro di preghiera per la pace nella ex Jugoslavia presieduta da papa Giovanni Paolo II.
- 2005 per i 20 anni di attività del coro è stata eseguita la Messa di Incoronazione K 317 in Do maggiore di W.A. Mozart.
- 2006 61ª edizione della Sagra Musicale Umbra: Missa Brevis K.194 in Re maggiore, concerto eseguito insieme all'orchestra d'archi Collegium Tiberinum.

### Coro Aurora
Nel febbraio 2006, nell'ambito dell'Associazione Coro Polifonico Città di Bastia, viene fondato il coro Aurora. Il coro, di voci bianche, è costituito da 35 elementi di età compresa tra i cinque e i dodici anni, esegue repertori diversificati in base all'età  Ha debuttato con il Concerto di Santa Cecilia, nel 2006. Nel giugno 2007 ha ottenuto il primo riconoscimento, risultando Primo Classificato al Premio Musicale "Città di Assisi". È diretto da Stefania Piccardi.

## Premi e riconoscimenti
- 1998 XXXIII Concorso Nazionale Corale "Città della Vittoria" a Vittorio Veneto: terzo premio.
- 1999 II Concorso Nazionale 'Città della Spezia': terzo premio.
- 2000 XVII Concorso Polifonico Nazionale 'Guido d'Arezzo': primo premio ex aequo.
- 2002 VI Festival Corale Internazionale 'Orlando di Lasso': medaglia di bronzo.
- 2003 III Concorso Nazionale 'San Bartolomeo' di Benevento: primo premio e Premio Speciale del Presidente del Senato per la migliore fusione corale.
- 2006 VIII Concorso Nazionale di Polifonia Sacra 'Premio San Tommaso d'Aquino - Medaglia d'oro' di Roccasecca: primo premio.
- 2007 XXX Edizione del 'Premio Letterario Insula Romana': Premio alla cultura.
- 2008 XIII Edizione del 'Premio P. Settimio Zimarino': Premio speciale per la migliore esecuzione del brano sacro di autore contemporaneo